# Sunčana Padina
Sunčana Padina (en serbe cyrillique : Сунчана Падина), « la pente ensoleillée », est un quartier de Belgrade, la capitale de la Serbie. Il est situé dans la municipalité de Čukarica.

## Présentation
Le quartier de Sunčana Padina est un prolongement méridional du quartier de Banovo brdo. Il est entouré par les quartiers de Golf Naselje et Banovo brdo au nord, Košutnjak à l'est, Repište au sud et Julino Brdo à l'est.
Sunčana Padina est un nouveau quartier, qui s'étend en partie sur le Centre sportif de Košutnjak à l'est.